# Klubi-04 Helsinki

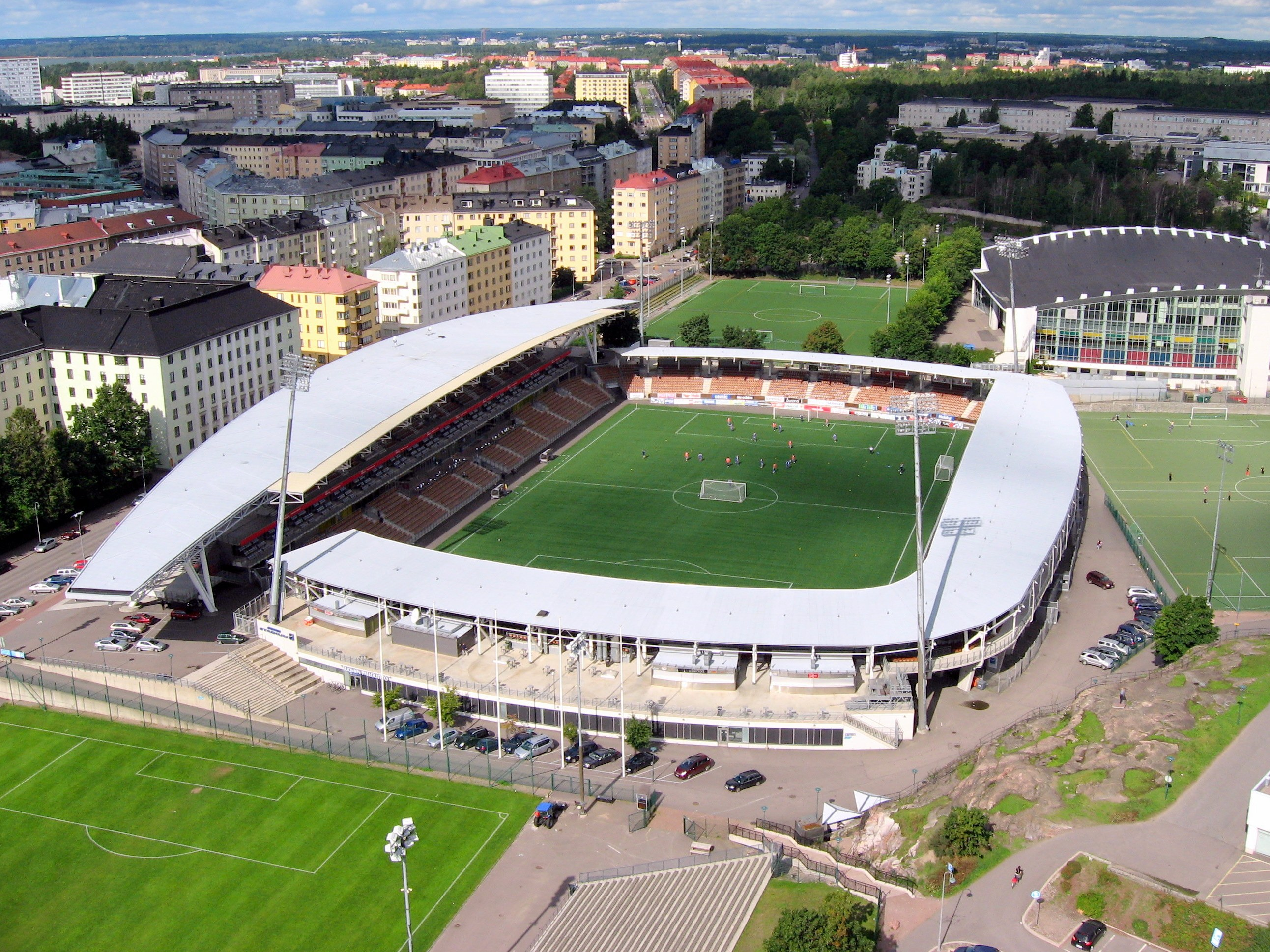
Finnair Stadion, Helsinki

Klubi-04 is een Finse voetbalclub uit de hoofdstad Helsinki. De club is opgericht in 1935 en speelt de thuiswedstrijden in de Bolt Arena. Vanaf 2004 is het een reserveteam van HJK Helsinki, de clubkleuren blauw-wit zijn daarom ook hetzelfde als HJK.

## Geschiedenis
Klubi-04 werd opgericht in 1935 onder de naam PK-35 Helsinki. Onder deze naam haalde de club weinig successen en werd er geen enkele prijs behaald. Voor aanvang van het seizoen 1999 veranderde de club de naam in FC Jokerit. In datzelfde jaar reikte FC Jokerit meteen tot de finale van de Suomen Cup en de club wist deze ook te winnen door FF Jaro in de finale met 2-1 te verslaan.
FC Jokerit speelde in die jaren op het hoogste niveau in Finland en werd in 2001 getraind door de Nederlandse oud-international Jan Everse. Op dat moment speelden er spelers als Aleksej Jerjomenko en Mika Väyrynen bij Jokerit. Nadat Everse de club had verlaten, degradeerde de club in 2003 uit de Veikkausliiga naar de Ykkönen.
PK-35 had zich inmiddels alweer afgescheiden van FC Jokerit en vervolgde haar eigen weg in het Finse voetbal weer. In 2004 volgde er onherroepelijk meteen weer degradatie naar de Kakkonen. Op dat moment kwam er hulp van de meest succesvolle Finse club aller tijden, HJK Helsinki. HJK kocht FC Jokerit op en daardoor veranderde de naam van FC Jokerit in Klubi-04. Klubi is de bijnaam van HJK en werd daardoor op deze manier gebruikt. Onder de naam Klubi-04 werd in 2005 de afdelingsregio Etelälohko in de Kakkonen gewonnen, waardoor Klubi-04 in 2006 weer mocht aantreden in de Ykkönen. Sindsdien speelt men afwisselend in de Ykkönen en de Kakkonen.

## Erelijst
- Beker van Finland

1999 (als FC Jokerit)

## Jokerit in Europa
#Q = #kwalificatieronde, #R = #ronde, T/U = Thuis/Uit, W = Wedstrijd, PUC = punten UEFA coëfficiënten .
Uitslagen vanuit gezichtspunt FC Jokerit
| Seizoen | Competitie    | Ronde | Land               | Club               | Totaalscore | 1e W    | 2e W    | PUC |
| ------- | ------------- | ----- | ------------------ | ------------------ | ----------- | ------- | ------- | --- |
| 1999    | Intertoto Cup | 1R    | Vlag van Estland   | JK Trans Narva     | 7-1         | 3-0 (T) | 4-1 (U) | 0.0 |
|         |               | 2R    | Vlag van Malta     | Floriana FC        | 3-2         | 2-1 (T) | 1-1 (U) | 0.0 |
|         |               | 3R    | Vlag van Engeland  | West Ham United FC | 1-2         | 0-1 (U) | 1-1 (T) | 0.0 |
| 2000/01 | UEFA Cup      | Q     | Vlag van Hongarije | MTK Hungária FC    | 2-5         | 0-1 (U) | 2-4 (T) | 0.0 |
| 2001/02 | UEFA Cup      | Q     | Vlag van Oekraïne  | CSKA Kiev          | 0-4         | 0-2 (U) | 0-2 (T) | 0.0 |

## Stadion
De Bolt Arena is de thuishaven van zowel HJK Helsinki als Klubi-04 en biedt plaats aan 10.800 bezoekers. Vlak ernaast ligt het Olympiastadion dat het grootste stadion van Finland is. Ook het grootste ijshockeystadion van Helsinki ligt vlak naast deze twee arena's.

## Bekende spelers en trainers uit het verleden
- Martijn Abbenhues
- Aleksej Jerjomenko jr.
- Joel Pohjanpalo
- Antti Sumiala
- Mika Väyrynen